# Leipiöntaustanjärvi
Leipiöntaustanjärvi är en sjö i Pajala kommun i Norrbotten och ingår i Torneälvens huvudavrinningsområde.